# Zygoneura tenellus
Zygoneura tenellus är en tvåvingeart som först beskrevs av Friedrich Hermann Loew 1850.  Zygoneura tenellus ingår i släktet Zygoneura och familjen sorgmyggor.
Artens utbredningsområde är Polen. Inga underarter finns listade i Catalogue of Life.